# Gran Premio di superbike di Misano Adriatico 2009
Il Gran Premio di superbike di Misano Adriatico 2009 è stata l'ottava prova del campionato mondiale Superbike 2009, si svolse sul circuito di Misano.
La pole position è di una motocicletta Ducati, quella del team Guandalini Racing con il ceco Jakub Smrž, che interrompe così la serie di pole stagionali di Spies.
In gara 1 il tempo è variabile, perché ha piovuto da poco (la pista è ancora bagnata), ma dopo pochi giri le moto, partite con gomme da bagnato, "puliscono" la traiettoria dall'acqua e devono effettuare il primo flag-to-flag nella storia del mondiale Superbike, cioè andare ai box e spostarsi in sella ad un'altra moto con le gomme adatte. In questo frangente a Rea, partito già dai box per un problema tecnico, e al compagno Checa si spegne il motore alla ripartenza, e la loro gara è compromessa. Il vincitore alla fine è Spies, in grosse difficoltà sul bagnato ma velocissimo sull'asciutto. 
Gara 2 presenta la pista già asciutta, e si crea un duello tra le due Ducati e la Honda di Rea. Haga è in testa per molto tempo, ma viene superato da entrambi gli inseguitori e Rea centra la sua prima vittoria nel mondiale Superbike dopo una battaglia con Fabrizio, che riesce a sorpassare all'ultima curva.

## Risultati

### Superbike gara 1

#### Arrivati al traguardo
| Pos. | Nº  | Pilota            | Squadra                    | Motocicletta         | Giri | Tempo     | Griglia | Punti |
| ---- | --- | ----------------- | -------------------------- | -------------------- | ---- | --------- | ------- | ----- |
| 1º   | 19  | Ben Spies         | Yamaha WSB                 | Yamaha YZF R1        | 24   | 45:02.773 | 3º      | 25    |
| 2º   | 67  | Shane Byrne       | Sterilgarda                | Ducati 1098R         | 24   | +7.931    | 5º      | 20    |
| 3º   | 84  | Michel Fabrizio   | Ducati Xerox               | Ducati 1098R         | 24   | +11.836   | 4º      | 16    |
| 4º   | 96  | Jakub Smrž        | Guandalini Racing          | Ducati 1098R         | 24   | +11.886   | 1º      | 13    |
| 5º   | 41  | Noriyuki Haga     | Ducati Xerox               | Ducati 1098R         | 24   | +31.670   | 6º      | 11    |
| 6º   | 71  | Yukio Kagayama    | Suzuki Alstare BRUX        | Suzuki GSX-R 1000 K9 | 24   | +33.241   | 13º     | 10    |
| 7º   | 65  | Jonathan Rea      | HANNspree Ten Kate Honda   | Honda CBR1000RR      | 24   | +35.772   | 2º      | 9     |
| 8º   | 66  | Tom Sykes         | Yamaha WSB                 | Yamaha YZF R1        | 24   | +41.931   | 14º     | 8     |
| 9º   | 56  | Shin'ya Nakano    | Aprilia Racing             | Aprilia RSV4 Factory | 24   | +51.507   | 12º     | 7     |
| 10º  | 14  | Matthieu Lagrive  | Honda Althea Racing        | Honda CBR1000RR      | 24   | +59.921   | 22º     | 6     |
| 11º  | 7   | Carlos Checa      | HANNspree Ten Kate Honda   | Honda CBR1000RR      | 24   | +1:04.285 | 7º      | 5     |
| 12º  | 91  | Leon Haslam       | Stiggy Racing Honda        | Honda CBR1000RR      | 24   | +1:04.313 | 10º     | 4     |
| 13º  | 3   | Max Biaggi        | Aprilia Racing             | Aprilia RSV4 Factory | 24   | +1:19.822 | 9º      | 3     |
| 14º  | 111 | Rubén Xaus        | BMW Motorrad Motorsport    | BMW S1000 RR         | 24   | +1:22.412 | 18º     | 2     |
| 15º  | 53  | Alessandro Polita | Celani Race                | Suzuki GSX-R 1000 K9 | 24   | +1:31.635 | 28º     | 1     |
| 16º  | 2   | Jamie Hacking     | Kawasaki World Superbike   | Kawasaki ZX 10R      | 24   | +1:39.830 | 20º     |       |
| 17º  | 23  | Broc Parkes       | Kawasaki World Superbike   | Kawasaki ZX 10R      | 24   | +1:42.964 | 19º     |       |
| 18º  | 10  | Fonsi Nieto       | Suzuki Alstare BRUX        | Suzuki GSX-R 1000 K9 | 24   | +1:43.303 | 11º     |       |
| 19º  | 57  | Lorenzo Lanzi     | DFX Corse                  | Ducati 1098R         | 23   | +1 giro   | 16º     |       |
| 20º  | 77  | Vittorio Iannuzzo | Squadra Corse Italia       | Honda CBR1000RR      | 23   | +1 giro   | 27º     |       |
| 21º  | 94  | David Checa       | Yamaha France GMT 94 Ipone | Yamaha YZF R1        | 23   | +1 giro   | 25º     |       |
| 22º  | 36  | Gregorio Lavilla  | Guandalini Racing          | Ducati 1098R         | 23   | +1 giro   | 17º     |       |
| 23º  | 25  | David Salom       | Team Pedercini             | Kawasaki ZX 10R      | 23   | +1 giro   | 21º     |       |

#### Non classificato
| Nº | Pilota       | Squadra                | Motocicletta         | Giri | Tempo   | Griglia |
| -- | ------------ | ---------------------- | -------------------- | ---- | ------- | ------- |
| 88 | Roland Resch | TKR Suzuki Switzerland | Suzuki GSX-R 1000 K9 | 23   | +1 giro | 29º     |

#### Ritirati
| Nº | Pilota           | Squadra                 | Motocicletta    | Giri | Griglia |
| -- | ---------------- | ----------------------- | --------------- | ---- | ------- |
| 99 | Luca Scassa      | Team Pedercini          | Kawasaki ZX 10R | 20   | 23º     |
| 15 | Matteo Baiocco   | PSG-1 Corse             | Kawasaki ZX 10R | 15   | 24º     |
| 9  | Ryūichi Kiyonari | Ten Kate Honda Racing   | Honda CBR1000RR | 0    | 8º      |
| 11 | Troy Corser      | BMW Motorrad Motorsport | BMW S1000 RR    | 0    | 15º     |

#### Non partito
| Nº  | Pilota       | Squadra             | Motocicletta    | Griglia |
| --- | ------------ | ------------------- | --------------- | ------- |
| 121 | John Hopkins | Stiggy Racing Honda | Honda CBR1000RR | 26º     |

### Superbike gara 2

#### Arrivati al traguardo
| Pos. | Nº  | Pilota            | Squadra                  | Motocicletta         | Giri | Tempo     | Griglia | Punti |
| ---- | --- | ----------------- | ------------------------ | -------------------- | ---- | --------- | ------- | ----- |
| 1º   | 65  | Jonathan Rea      | HANNspree Ten Kate Honda | Honda CBR1000RR      | 24   | 39:11.204 | 2º      | 25    |
| 2º   | 84  | Michel Fabrizio   | Ducati Xerox             | Ducati 1098R         | 24   | +0.063    | 4º      | 20    |
| 3º   | 41  | Noriyuki Haga     | Ducati Xerox             | Ducati 1098R         | 24   | +0.457    | 6º      | 16    |
| 4º   | 96  | Jakub Smrž        | Guandalini Racing        | Ducati 1098R         | 24   | +3.635    | 1º      | 13    |
| 5º   | 7   | Carlos Checa      | HANNspree Ten Kate Honda | Honda CBR1000RR      | 24   | +4.460    | 7º      | 11    |
| 6º   | 67  | Shane Byrne       | Sterilgarda              | Ducati 1098R         | 24   | +4.538    | 5º      | 10    |
| 7º   | 66  | Tom Sykes         | Yamaha WSB               | Yamaha YZF R1        | 24   | +12.679   | 14º     | 9     |
| 8º   | 91  | Leon Haslam       | Stiggy Racing Honda      | Honda CBR1000RR      | 24   | +12.763   | 10º     | 8     |
| 9º   | 19  | Ben Spies         | Yamaha WSB               | Yamaha YZF R1        | 24   | +13.237   | 3º      | 7     |
| 10º  | 3   | Max Biaggi        | Aprilia Racing           | Aprilia RSV4 Factory | 24   | +14.412   | 9º      | 6     |
| 11º  | 71  | Yukio Kagayama    | Suzuki Alstare BRUX      | Suzuki GSX-R 1000 K9 | 24   | +20.073   | 13º     | 5     |
| 12º  | 10  | Fonsi Nieto       | Suzuki Alstare BRUX      | Suzuki GSX-R 1000 K9 | 24   | +20.239   | 11º     | 4     |
| 13º  | 56  | Shin'ya Nakano    | Aprilia Racing           | Aprilia RSV4 Factory | 24   | +22.351   | 12º     | 3     |
| 14º  | 9   | Ryūichi Kiyonari  | Ten Kate Honda Racing    | Honda CBR1000RR      | 24   | +24.547   | 8º      | 2     |
| 15º  | 36  | Gregorio Lavilla  | Guandalini Racing        | Ducati 1098R         | 24   | +24.696   | 17º     | 1     |
| 16º  | 111 | Rubén Xaus        | BMW Motorrad Motorsport  | BMW S1000 RR         | 24   | +25.615   | 18º     |       |
| 17º  | 23  | Broc Parkes       | Kawasaki World Superbike | Kawasaki ZX 10R      | 24   | +31.887   | 19º     |       |
| 18º  | 57  | Lorenzo Lanzi     | DFX Corse                | Ducati 1098R         | 24   | +34.751   | 16º     |       |
| 19º  | 11  | Troy Corser       | BMW Motorrad Motorsport  | BMW S1000 RR         | 24   | +38.061   | 15º     |       |
| 20º  | 99  | Luca Scassa       | Team Pedercini           | Kawasaki ZX 10R      | 24   | +47.717   | 23º     |       |
| 21º  | 14  | Matthieu Lagrive  | Honda Althea Racing      | Honda CBR1000RR      | 24   | +48.973   | 22º     |       |
| 22º  | 2   | Jamie Hacking     | Kawasaki World Superbike | Kawasaki ZX 10R      | 24   | +51.027   | 20º     |       |
| 23º  | 53  | Alessandro Polita | Celani Race              | Suzuki GSX-R 1000 K9 | 24   | +52.526   | 28º     |       |
| 24º  | 77  | Vittorio Iannuzzo | Squadra Corse Italia     | Honda CBR1000RR      | 24   | +57.589   | 27º     |       |
| 25º  | 88  | Roland Resch      | TKR Suzuki Switzerland   | Suzuki GSX-R 1000 K9 | 24   | +1'36.359 | 29º     |       |

#### Ritirati
| Nº | Pilota         | Squadra                    | Motocicletta    | Giri | Griglia |
| -- | -------------- | -------------------------- | --------------- | ---- | ------- |
| 25 | David Salom    | Team Pedercini             | Kawasaki ZX 10R | 19   | 21º     |
| 94 | David Checa    | Yamaha France GMT 94 Ipone | Yamaha YZF R1   | 15   | 25º     |
| 15 | Matteo Baiocco | PSG-1 Corse                | Kawasaki ZX 10R | 5    | 24º     |

#### Non partito
| Nº  | Pilota       | Squadra             | Motocicletta    | Griglia |
| --- | ------------ | ------------------- | --------------- | ------- |
| 121 | John Hopkins | Stiggy Racing Honda | Honda CBR1000RR | 26º     |

### Supersport

#### Arrivati al traguardo
| Pos. | Nº  | Pilota             | Squadra                    | Motocicletta        | Giri | Tempo     | Griglia | Punti |
| ---- | --- | ------------------ | -------------------------- | ------------------- | ---- | --------- | ------- | ----- |
| 1º   | 35  | Cal Crutchlow      | Yamaha World Supersport    | Yamaha YZF R6       | 22   | 36:51.032 | 2º      | 25    |
| 2º   | 50  | Eugene Laverty     | Parkalgar Honda            | Honda CBR600RR      | 22   | +0.263    | 8º      | 20    |
| 3º   | 55  | Massimo Roccoli    | Intermoto Czech            | Honda CBR600RR      | 22   | +16.289   | 3º      | 16    |
| 4º   | 26  | Joan Lascorz       | Kawasaki Motocard.com      | Kawasaki ZX-6R      | 22   | +20.894   | 10º     | 13    |
| 5º   | 8   | Mark Aitchison     | Honda Althea Racing        | Honda CBR600RR      | 22   | +21.615   | 7º      | 11    |
| 6º   | 21  | Katsuaki Fujiwara  | Kawasaki Motocard.com      | Kawasaki ZX-6R      | 22   | +22.272   | 4º      | 10    |
| 7º   | 13  | Anthony West       | Stiggy Racing Honda        | Honda CBR600RR      | 22   | +25.099   | 6º      | 9     |
| 8º   | 99  | Fabien Foret       | Yamaha World Supersport    | Yamaha YZF R6       | 22   | +26.374   | 18º     | 8     |
| 9º   | 69  | Gianluca Nannelli  | ParkinGO Triumph BE1       | Triumph Daytona 675 | 22   | +34.558   | 5º      | 7     |
| 10º  | 117 | Miguel Praia       | Parkalgar Honda            | Honda CBR600RR      | 22   | +49.578   | 16º     | 6     |
| 11º  | 105 | Gianluca Vizziello | Stiggy Racing Honda        | Honda CBR600RR      | 22   | +51.446   | 14º     | 5     |
| 12º  | 40  | Flavio Gentile     | Honda Althea Racing        | Honda CBR600RR      | 22   | +54.391   | 21º     | 4     |
| 13º  | 9   | Danilo Dell'Omo    | Kuja Racing                | Honda CBR600RR      | 22   | +1:00.324 | 12º     | 3     |
| 14º  | 28  | Arie Vos           | Veidec Racing RES Software | Honda CBR600RR      | 22   | +1:11.594 | 19º     | 2     |
| 15º  | 88  | Yannick Guerra     | Holiday Gym Racing         | Yamaha YZF R6       | 22   | +1:43.088 | 26º     | 1     |
| 16º  | 22  | Robert Mureșan     | MS Romania Racing          | Triumph Daytona 675 | 20   | +2 giri   | 28º     |       |

#### Ritirati
| Nº  | Pilota               | Squadra                    | Motocicletta        | Giri | Griglia |
| --- | -------------------- | -------------------------- | ------------------- | ---- | ------- |
| 51  | Michele Pirro        | Yamaha Lorenzini by Leoni  | Yamaha YZF R6       | 16   | 1º      |
| 24  | Garry McCoy          | ParkinGO Triumph BE1       | Triumph Daytona 675 | 11   | 13º     |
| 54  | Kenan Sofuoğlu       | HANNspree Ten Kate Honda   | Honda CBR600RR      | 8    | 11º     |
| 77  | Barry Veneman        | Bazza Racing               | Honda CBR600RR      | 8    | 20º     |
| 5   | Doni Tata Pradita    | YZF Yamaha                 | Yamaha YZF R6       | 8    | 24º     |
| 25  | Michael Laverty      | Echo CRS Grand Prix        | Honda CBR600RR      | 8    | 23º     |
| 96  | Matěj Smrž           | MS Racing                  | Triumph Daytona 675 | 8    | 27º     |
| 7   | Patrik Vostárek      | Intermoto Czech            | Honda CBR600RR      | 5    | 25º     |
| 127 | Robbin Harms         | Veidec Racing RES Software | Honda CBR600RR      | 4    | 17º     |
| 101 | Kevin Coghlan        | Holiday Gym Racing         | Yamaha YZF R6       | 4    | 29º     |
| 30  | Jesco Günther        | RES Software Veidec Racing | Honda CBR600RR      | 3    | 15º     |
| 44  | Alessandro Brannetti | WCR Byke Service           | Yamaha YZF R6       | 3    | 22º     |
| 1   | Andrew Pitt          | HANNspree Ten Kate Honda   | Honda CBR600RR      | 2    | 9º      |